# Rudrapur
Rudrapur é uma cidade  no distrito de Udham Singh Nagar, no estado indiano de Uttaranchal.

## Demografia
Segundo o censo de 2001, Rudrapur tinha uma população de 88,720 habitantes. Os indivíduos do sexo masculino constituem 53% da população e os do sexo feminino 47%. Rudrapur tem uma taxa de literacia de 55%, inferior à média nacional de 59.5%: a literacia no sexo masculino é de 62% e no sexo feminino é de 47%. Em Rudrapur, 16% da população está abaixo dos 6 anos de idade.